# Бесточечное программирование
Комбинаторное программирование (также программирование, свободное от указателей и Бесточечное программирование) — парадигма программирования, в которой при объявлении функций не используются промежуточные переменные, но составляются цепочки из функций.
Комбинаторное программирование представляет теоретический интерес, однако оно излишне сложно. Комбинаторное программирование основано на комбинаторной логике.

## Конвейер в UNIX
Аналогичным подходом пользуется конвейер в ОС UNIX.
Например, запрос в командную строку с использованием возможностей конвейера:
```
ps aux | grep [k]de | gawk '{ print $2}'

```